# David Chadwick
David Wain Chadwick (né en 1991 ou 1992) est un homme politique britannique qui est député libéral-démocrate de Brecon, Radnor et Cwm Tawe depuis les élections générales britanniques de 2024.
Chadwick siège actuellement au sein de l'équipe des libéraux-démocrates en tant que porte-parole pour le Pays de Galles.

## Jeunesse
Chadwick grandit dans le Gloucestershire, d'une mère originaire de Maesteg,. À l'âge de 19 ans, il est accepté dans le Corps du renseignement de l'armée, mais doit abandonner ses études en raison d'un « surentraînement ». Il étudie ensuite les relations internationales à l'Université de Leyde,.
En 2012, il est heurté par une voiture, ce qui lui fracture la jambe, et il lui faut 3 mois pour s'en remettre. Lorsqu'en 2014, il décide de faire ses études en Argentine, il se fait vacciner contre la fièvre jaune, ce qui déclenche une maladie rare appelée syndrome de Guillain-Barré. Cela le rend « totalement paralysé ».
En 2017, Chadwick fréquente le St Cross College d'Oxford, où il obtient une maîtrise en histoire européenne.

## Carrière politique
Chadwick se présente dans le nord du Dorset aux élections générales de 2019. Il est sélectionné pour se présenter aux élections générales britanniques de 2024 à Brecon, Radnor et Cwm Tawe en 2022. Il remporte le siège avec une majorité de 1 472 voix, devenant ainsi le seul député libéral-démocrate du Pays de Galles.
Le 18 septembre 2024, Ed Davey annonce sa nouvelle équipe Frontbench avec David Chadwick comme porte-parole pour le Pays de Galles.